# Red Digital Cinema Camera Company
Die RED Digital Cinema Camera Company (kurz RED) ist ein US-amerikanischer Hersteller von digitalen Kinokameras, Objektiven, Suchern und Software. Gegründet wurde die Firma Ende 2005 von Jim Jannard, dem ehemaligen Inhaber und Gründer von Oakley Inc. Im Jahr 2024 übernahm Nikon RED.

## Produkte
Die Firma stellt Geräte folgender Produktgruppen her:
- Die Red One ist eine digitale Kamera mit einem Zwölf-Megapixel-CMOS-Sensor, die sich an die Filmproduktionsindustrie richtet. Sie ist erhältlich mit Arri PL-, Nikon- und Canon-Objektivanschluss.
- Die Epic-X und Epic-M sind ebenfalls digitale Kameras mit einem Vierzehn-Megapixel-CMOS-Sensor (5K). Sie sind erhältlich mit Arri PL-Objektivanschluss oder EF-Canon-Objektivanschluss. Das „M“-Modell wird z. T. manuell gefertigt.
- Die Scarlet-X ist als kleine Schwester der Epic-Kameras ebenfalls mit einem Vierzehn-Megapixel-CMOS-Sensor ausgestattet und im Vergleich zu dieser nur in der maximal erreichbaren Bildrate von 12 Frames/sec limitiert. Aufnahmen in 4k sind bis zu 30 Frames/sec möglich.
- Die Helium ist eine digitale 8K-Kamera mit einem Super 35 Sensor.
- Objektive mit PL-Objektivanschluss zur Spielfilmproduktion: Zoomobjektive 17–50 mm, 18–50 mm, 18–85 mm und 50–150 mm sowie Festbrennweiten mit 18, 25, 35, 50, 75, 100 sowie 300 Millimetern Brennweite. Seit 2013 hat RED die Produktion eingestellt.
- Zubehör für die digitale Kinoproduktion, beispielsweise Farbsucher, Bildschirme, Akkus, Ladegeräte, Grip/Stativsysteme und Speicherlösungen.
- Software zur Nachbearbeitung der RED-RAW-Daten bietet RED kostenfrei zum Download an. Das ursprüngliche Konvertierungstool RED Alert wurde inzwischen durch Redcine X abgelöst und bietet neben der Bearbeitung der Metadaten u. a. eine Drei-Wege-Farbkorrektur, digitale Nachschärfung, Trimmen der R3D-Files etc. Die bearbeiteten Filmclips können in unterschiedlichen Formaten (QuickTime, DPX, TIFF u. a.) für die Weiterverarbeitung exportiert werden.

## Industriepartnerschaften
Red gab ab der NAB 2007, der besucherstärksten Fachmesse für Film- und Fernsehproduktion, Industriepartnerschaften mit verschiedenen Herstellern bekannt:
- Adobe: Ab der Version CS4 kann Adobe Premiere Pro als erstes und einziges Schnittsystem die REDCODE-RAW-Daten der Kameras in voller Qualität verarbeiten. Die Compositingsoftware After Effects und das Colorcorrectionsystem Speedgrade des gleichen Herstellers bieten die gleiche Funktion.
- Apple: Die von der Kamera aufgezeichneten Bildsequenzen können mit Final Cut Pro X in der Version 10.0.0.6 direkt verarbeitet werden. Weiterhin gab RED bekannt, Apples Videosubsystem QuickTime zu nutzen. Die beiden Hersteller führten anschließend eine US-weite Roadshow durch, auf der sie die Interoperabilität ihrer Produkte demonstrierten.
- Assimilate: Der US-Hersteller Assimilate entwickelte das kostenlose Programm Red Cine, welches auf dem Filmmasteringsystem Scratch basiert und ebenfalls direkt mit den Bildern der RED-Kamera zusammenarbeitet.
- Cooke Optics: Die englische Cooke Optics, einer der beiden marktführenden Hersteller von Objektiven mit festen Brennweiten zur Kinoproduktion, gab bekannt, dass Red-Kameras und Linsen und Cooke-Linsen mittels der Schnittstelle „i“ komplett kompatibel sein werden.
- Angénieux: Der marktführende Hersteller von Zoomobjektiven für Kinoproduktion entwickelte Objektive speziell für die Red One.

Weitere Hersteller kündigten Produkte für Red an, darunter Birger Design (Adapter für Canon-Objektive) und Viewfactor Studios (Kompendien, Motion Control, Distanzmesser).
RED untersagte die direkte Unterstützung der Kamera durch andere Hersteller, laut Angaben von Jim Jannard, bis April 2008. Durch die mit der Kamera mitgelieferte Software REDCINE werden die anderen Hersteller wie Avid, Autodesk, Quantel etc. unterstützt. RED begründete dieses offiziell mit den noch bis März/April 2008 nötigen weiteren Entwicklungsarbeiten am Dateisystem der Kamera. Inzwischen ist jedoch durch den Gründer der Firma, Jim Jannard, selbst bestätigt worden, dass tatsächlich Marketing und Verträge mit Apple die Firma bis April 2008 zwangen, nur Apple/Assimilate zu unterstützen.

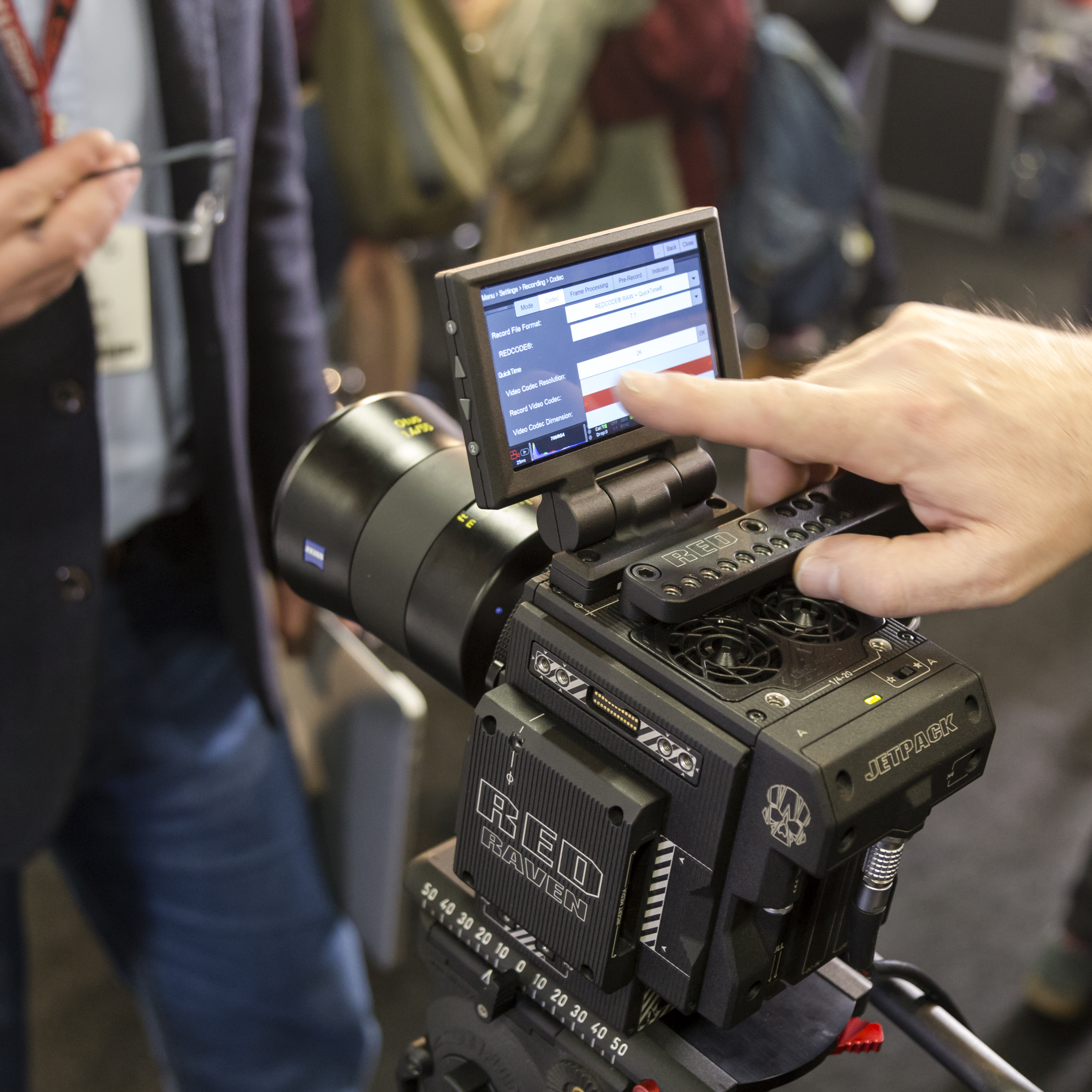
Red-Raven-Kamera

## Digitale Kinokamera „Red One“ (2007–2010)

### 1. Generation RED ONE (Mysterium Sensor)
Die RED ONE war Reds erste digitale Kinokamera. Die Kamera wurde ab Ende August 2007 ausgeliefert. Die ersten hundert Kameras hatten noch Fertigungsmängel. Red rief die bis November 2007 gebauten Kameras zurück und tauschte sie aus.

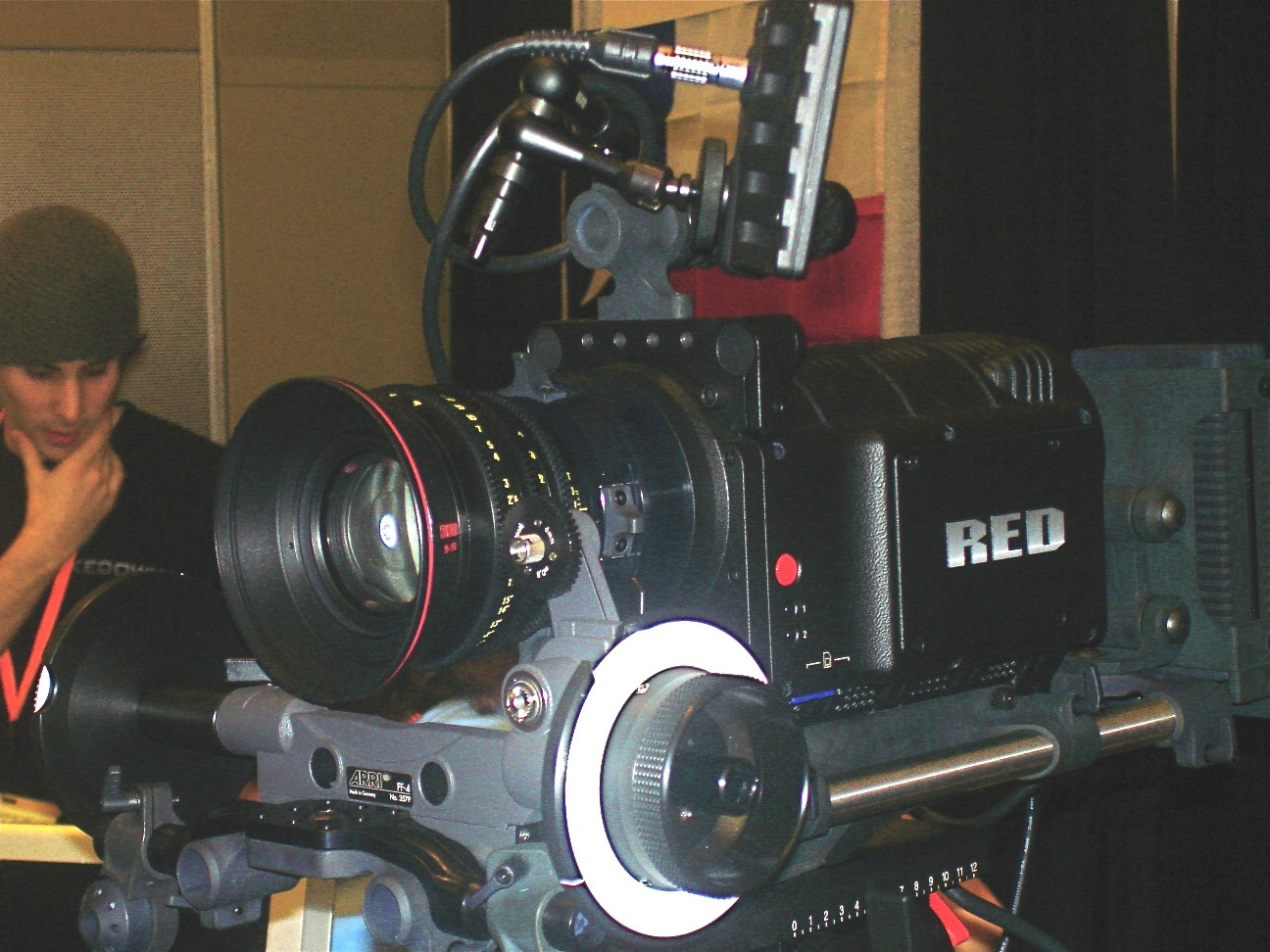
Red-One-Kamera

Rückblickend gilt die Red One als Meilenstein, der den Wandel vom analogen zum digitalen Kino maßgeblich vorangetrieben hat. Sie war die erste weit verbreitete digitale Kinokamera, die auf 4K-Auflösung mit einem Super-35-mm-Sensor setzte. Mitbewerber wie ARRI oder Sony setzten damals noch auf 2K oder HD-Auflösung, teilweise auch mit kleineren Sensorgrößen, die nicht die gleiche Schärfentiefe hatten wie klassischer 35mm-Film. Die Red One war auch die erste Kinokamera, die RAW-komprimiert aufzeichnen konnte. RED entwickelte dafür das Redcode-RAW-Format, das bis heute im Markt einzigartig ist, weil es die Vorteile von RAW-Aufzeichnung beibehält und dabei trotz Datenkomprimierung visuell verlustfrei ist.
Die Red One war durch den damaligen 4K-Bildsensor „Mysterium“ limitiert. So störten sich die meisten Filmemacher am begrenzten Kontrastumfang, der deutlich schlechter war als bei analogem 35mm-Film. Auch mit der Farbwiedergabe, zum Beispiel Hauttönen, waren viele Kunden unzufrieden.

### 2. Generation RED ONE MX (Mysterium-X-Sensor)
Daher entwickelte RED einen verbesserten neuen Bildsensor mit dem Namen „Mysterium-X“. Kunden konnten ab 2009 ihre alten Red-One-Kameras einschicken und durch ein Hardware-Upgrade gegen Kosten den Sensor austauschen lassen. Auch alle neu verkauften Red-One-Kameras wurden ab 2009 nur noch mit dem neuen Mysterium X-Sensor ausgeliefert.
Die Verbesserungen des Mysterium-X-Sensor gegenüber dem Mysterium waren:
- höhere Auflösung: 4,5K statt 4K
- größerer Kontrastumfang
- bessere Farbwiedergabe
- geringeres Bildrauschen

Nachdem RED im Jahr 2010 das Nachfolgemodell „Red Epic“ auf den Markt gebracht hatte, wurde der Verkauf der Red One MX kurz darauf eingestellt. Im Rahmen eines zeitlich begrenzten kostenpflichtigen Austauschprogramms konnten Kunden ihre alte Red-One-Kamera einschicken und gegen das neue Modell Red Epic tauschen.

## Digitale Kinokamera „Red Epic“ (2010–2015)

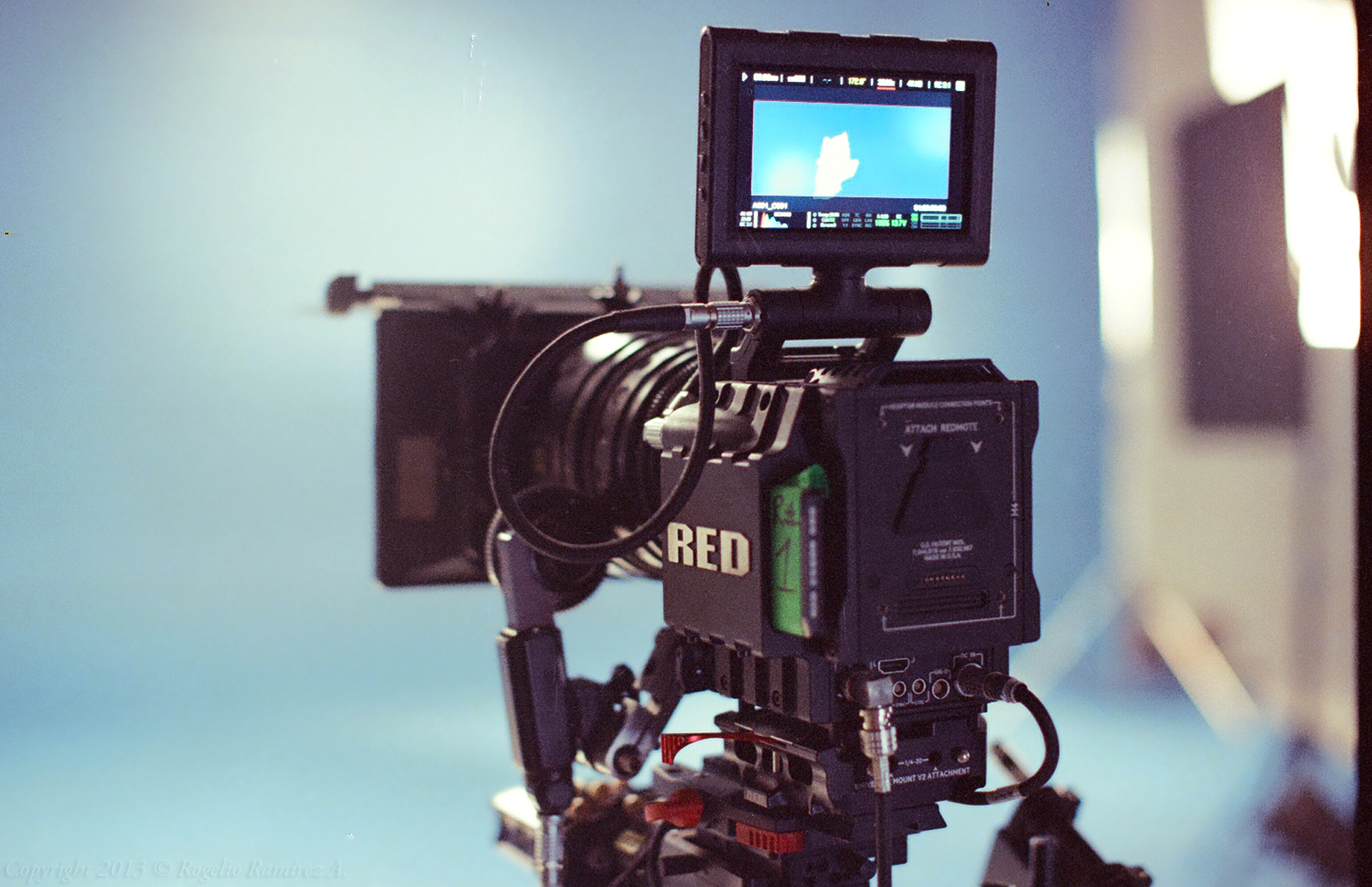
Red-Epic-Kamera

### 1. Generation RED EPIC MX (Mysterium-X-Sensor)
RED brachte 2010 die neue Kamerageneration „Epic“ auf den Markt. Es gelang ihnen, den Mysterium-X-Bildsensor und die Technik der Red One MX in ein deutlich kleineres und leichteres, modular aufgebautes Kameragehäuse zu integrieren.
Durch die gesteigerte Rechenleistung gegenüber der Red-One-Kameraplattform wurden Verbesserungen der Bildqualität gegenüber der Red One MX möglich:
- höhere Auflösung: 5K statt 4,5K (erstmals volle Sensorfläche des MX-Sensors auslesbar)
- höhere Bildfrequenzen (für Zeitlupen)
- geringere Kompression (durch schnellere Datenverarbeitung)

Die kompakte Größe der Red Epic war zum damaligen Zeitpunkt auf dem Kinokamera-Markt einzigartig und führte dazu, dass sie schnell weltweit die bevorzugte Kamera für native 3D-Spiegelrigs wurde. Dies verhalf RED zum endgültigen Durchbruch bei Hollywood-Großproduktionen.

### 2. Generation RED EPIC DRAGON (Dragon-Sensor)
Um die Bildqualität der Kamera zu verbessern, entwickelte RED wie schon bei der Red One einen neuen Bildsensor. Der neue Dragon-Sensor wurde ab 2013 in alle neuen Red-Epic-Kameras verbaut. Der Verkauf von Kameras mit Mysterium-X-Sensor wurde daraufhin komplett eingestellt. Wie schon bei den vorherigen Kameras konnte man den Sensor seiner Red Epic MX durch ein Upgrade-Programm austauschen lassen.
Der neue Dragon-Sensor brachte folgende Verbesserungen gegenüber dem Mysterium-X mit sich:
- höhere Auflösung: 6K statt 5K
- höherer Kontrastumfang
- bessere Farbwiedergabe
- austauschbare OLPFs vor dem Sensor um den Bildeindruck zu verändern (Skintone/Highlight/Lowlight/Underwater)

Mit den zur damaligen Zeit immer populärer werdenden Streaminganbietern wie Netflix, die natives 4K-Material für ihre Eigenproduktionen fordern, kann sich die Red Epic Dragon für anspruchsvolle High-End-TV-Serien etablieren. Zu den namhaften TV-Serien, die auf der Kamera gedreht wurden, gehören Better Call Saul (Staffel 1), Stranger Things (Staffel 1), House of Cards (ab Staffel 2), Narcos (Staffel 1–3), Mr. Robot (Staffel 1), The Man in the High Castle (Staffel 1).
Sowohl die Red Epic MX als auch die Red Epic Dragon waren auch in einer „Monochrome“-Version für Schwarz-Weiß-Aufnahmen erhältlich. Außerdem gab es in Form der „Red Scarlet“ eine abgespeckte Variante der Red Epic für den semiprofessionellen Markt.
Nachdem RED im Jahr 2015 die neue RED-DSMC-2-Weapon-Kameraplattform auf den Markt gebracht hatte, wurde der Verkauf aller Red-Epic-Modelle eingestellt.

## Digitale Kinokamera „Red Weapon / DSMC2“ (2015 bis heute)
Im Jahr 2015 brachte RED mit der „Red Weapon / DSMC2“-Produktlinie eine neue Generation von Kameraplattform heraus. Bis heute sind vier verschiedene Versionen (jede mit einem anderen Bildsensor) erschienen. Alle vier Versionen werden nach wie vor zum Verkauf angeboten, da jeder Sensor visuell ein anderes Bild erzeugt. So können Regisseure und Kameraleute heutzutage je nach gewünschtem Look ihres Filmprojekts den richtigen Sensor auswählen.

### 1. Version RED WEAPON / DSMC2 DRAGON (Dragon-Sensor)
Die Red Weapon Dragon war die erste Kamera der neuen DSMC2-Plattform, die RED 2015 auf den Markt brachte. Die Weapon Dragon stellt das Nachfolgemodell der Epic Dragon dar. Es ist der identische Dragon-Sensor wie im Vorgängermodell verbaut. In der Bildqualität gibt es also keine Unterschiede zur Vorgängerkamera. Durch die gesteigerte Rechenleistung der neuen Kamera sind jedoch höhere Bildfrequenzen und geringere Kompressionen möglich.
Da RED sehr zeitnah nach der Weapon Dragon die moderneren und besseren Helium- und Monstro-Sensoren auf den Markt brachte, wurden vergleichsweise nur wenige Produktionen auf der Weapon Dragon gedreht. Heutzutage wird fast gar keine Produktion mehr auf der Red Weapon mit Dragon-Sensor gedreht.

### 2. Version RED WEAPON / DSMC2 HELIUM (Helium-Sensor)
RED brachte den neuen Super35mm-Helium-Sensor im Jahr 2016 auf den Markt. Der Sensor hat mit seiner 8K-Auflösung eine extrem hohe Pixeldichte auf Super35. Obwohl die einzelnen Pixel dadurch sehr klein sind, gelang es RED, das Bildrauschen gegenüber dem Dragon-Sensor zu verringern. Lediglich beim Kontrastumfang müssen leichte Verschlechterungen hingenommen werden.

### 3. Version RED WEAPON / DSMC2 GEMINI (Gemini-Sensor)
Mit dem Super35mm-Gemini-Sensor brachte RED 2018 einen sehr speziellen Sensor heraus. Die Auflösung ist mit 5K auf Super35mm vergleichsweise gering. Doch dadurch hat die Kamera einen besseren Kontrastumfang als der Helium-Sensor. Außerdem konnte RED einen Lowlight-Modus implementieren, welcher bei 2500 ISO genauso rauschfrei sein soll wie bei 500 ISO.
Bisher wurden nur sehr wenige, vereinzelte namhafte Produktionen auf der RED GEMINI gedreht:
- Rambo: Last Blood (2019)
- Rim of the World (2019)

### 4. Version RED WEAPON / DSMC2 MONSTRO (Monstro-Sensor)
Im Jahr 2017 folgte RED dem vom Mitbewerber ARRI mit der Alexa 65 losgetretenen Trend zu Großformatsensoren. RED setzt hier auf einen Sensor im aus der Fotografie bekannten Vollformat (36 × 24 mm²). Der Sensor hat im Vollformat eine Auflösung von 8K, kann jedoch auch im Super35-Bereich mit 5K benutzt werden. Der Monstro-Sensor hat in allen Belangen die höchste Bildqualität von allen modernen RED-Sensoren.

## Aktuelle Marktsituation (2020)

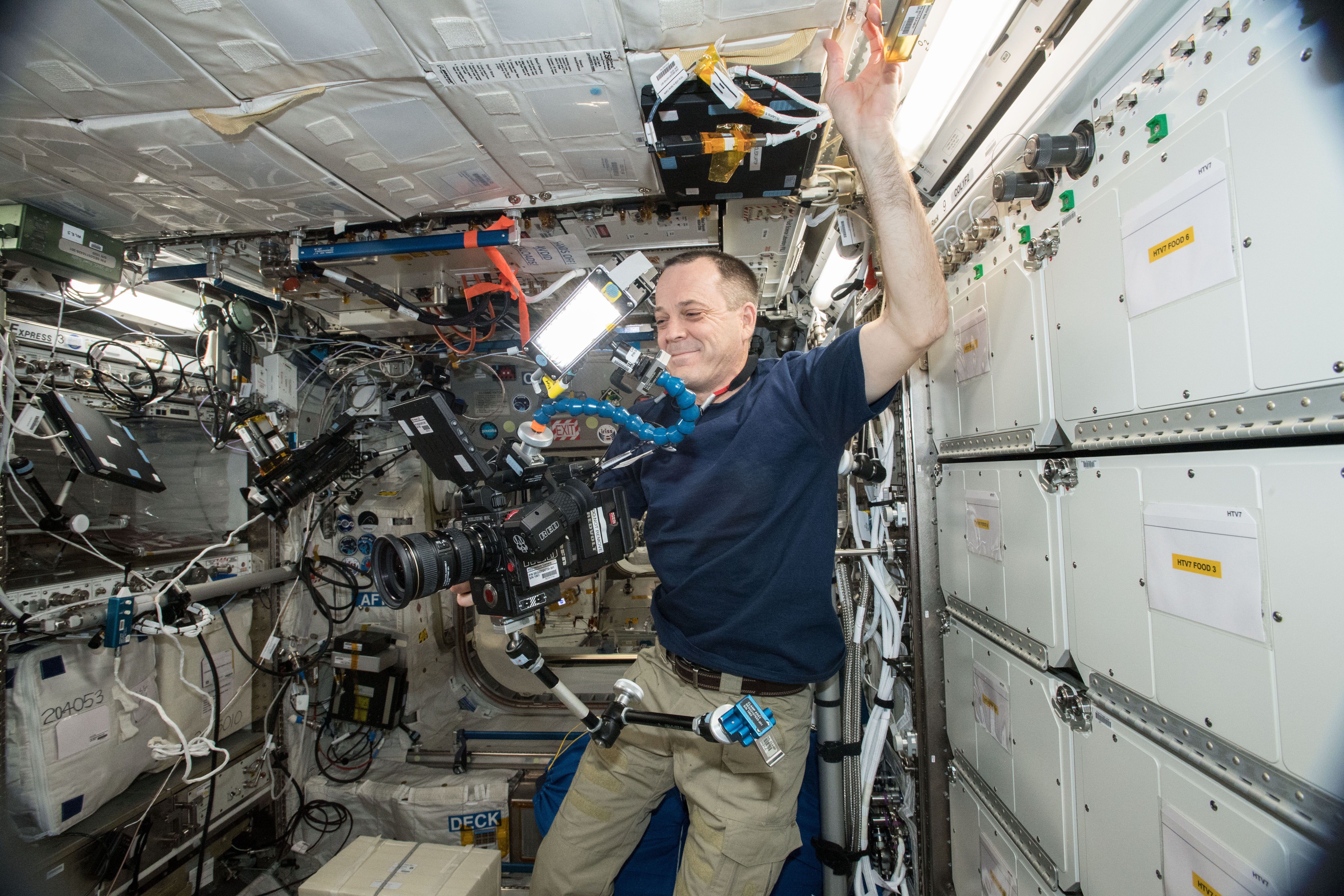
ISS-56 – Ricky Arnold filmt auf der Internationale Raumstation (ISS) mit einer Helium 8K Kamera.

Die Mehrheit der Nutzer von RED-Kameras arbeitet mit der Panavision-Millennium-DXL2-Kamera. Die Kamera ist eine Kooperation von Panavision und RED. RED verbaut hier den gleichen Monstro-Sensor wie in der Red Weapon Monstro. In der DXL2 kommt allerdings ein anderer Tiefpassfilter vor dem Sensor sowie ein anderes Farbwiedergabesystem zum Einsatz. Die Kamera wird nicht zum Verkauf angeboten, sondern lässt sich ausschließlich über Panavisions Vertragspartner mieten. Die Kamera ist im Gegensatz zur Weapon/DSMC2 als große Studio-Mode-Kamera für Spielfilme ausgelegt. Die meisten Kameraleute und Kamera-Crews an Spielfilmsets bevorzugen diesen Formfaktor gegenüber dem kleinen modularen Weapon-DSMC2-Gehäuse. Da heutzutage keine Produktion mit nativen 3D-Spiegelrigs arbeitet (wie Anfang der 2010er Jahre), kommt es nicht mehr darauf an eine möglichst kleine kompakte Kamera zu haben.
Neben der Millennium-DXL2-Kooperation mit Panavision bietet RED daher nun auch die RED-RANGER-Kameras als Alternative zum kompakten DSMC2-Gehäuse an. Ähnlich wie bei der DXL2 handelt es sich hier um eine große Studio-Mode-Kamera. Im Gegensatz zu den DSMC-2-Kameras werden die RED-RANGER-Kameras von RED nicht zum Verkauf an Privatpersonen angeboten. Nur größere professionelle Kameraverleihfirmen der Filmbranche können die Kameras erwerben. Wie bei der DXL2 handelt es sich dabei um eine „Rental only“-Kamera.